# Warrington
Warrington är en stad i enhetskommunen Borough of Warrington, i Cheshire, i nordvästra England och är belägen längs floden Mersey, mellan Liverpool och Manchester. Folkmängden uppgick till 165 456 invånare 2011, på en yta av 44,89 km². I Warrington ligger bland annat bryggeriet Coach House Brewing Company Ltd. Vid Warrington går flera viktiga motorvägar, bland annat M6. West Ham United-spelaren Jesse Lingard är från Warrington. Staden nämndes i Domedagsboken (Domesday Book) år 1086, och kallades då Walentune.
1993 utförde IRA bombdåd i staden.